# حسين علي بيغلو
حسين علي بيغلو هي قرية في مقاطعة خدا أفرين، إيران. عدد سكان هذه القرية هو 137 في سنة 2006.